# يوسف بن علي الصنهاجي
يوسف بن علي الصنهاجي، ولد بمراكش ولم يغادرها طيلة حياته. يعرف عند عامة الناس ب «مول الغار». عاش في القرن السادس هجري. أصيب أيام شبابه بالـجذام، مما جعل أسرته تخاف من العدوى فتخلت عنه، فاضطر للرحيل عنهم والعيش في كهف مجاور للمدينة، وبقي هناك مدة طويلة مما جلب تعجب الناس به وبقدرته على البقاء وحيدا في مكان مهجور.
صحب أبا عصفور يعلى بن وين يوفّن الأجذم وأخذ عنه، واحد من أجل مشايخ مراكش وسادات العارفين في وقته، توفي عام 583هـ/ 1187م. وأبو عصفور هو تلميذ أبي يعزى يلنور بن ميمون المتوفى عام 572هـ/ 1176م، وهو شيخ العارف أبي مدين الغوث. تقول الناس حوله وشاعت أخبار كرامته في كل أنحاء المدينة، فأخذ الناس الذي تخلوا عنه يقصدونه من اجل ان يحل مشاكلهم ويساعدهم.
توفي يوسف بن علي الصنهاجي عام 593هـ/ 1196م ودفـن خارج باب أغمات برابطة الغار، إلى جانب شيخه أبي عصفور يعلى بن وين يوفن المتوفى عام 583هـ/ 1187م، والشيخ أبي عمران الهسكوري الأسود المتوفى عام 590هـ/ 1193م.
بعد وفاته بني ضريح حول الغار واستمرت الوفود في زيارته بغرض التبرك.